# Joseph McCarthy
Joseph Raymond McCarthy (estado de Wisconsin, 14 de noviembre de 1908 - estado de Maryland, 2 de mayo de 1957) fue un senador estadounidense representante del estado de Wisconsin desde 1947 a 1957. Durante sus diez años en el Senado, McCarthy y su equipo se hicieron famosos por perseguir personas en el gobierno de los Estados Unidos y otros sospechosos de ser agentes soviéticos o simpatizantes del comunismo infiltrados en la administración pública o el ejército.
Permaneció como un personaje poco conocido hasta que en febrero de 1950 acusó a supuestos comunistas infiltrados en el Departamento de Estado. Pese a que no pudo demostrarlo en ninguno de los casos que se trataron en el Comité del Senado para las Relaciones Internacionales, el ambiente propiciado por la Guerra Fría y la guerra de Corea lo hicieron muy popular en los ambientes más conservadores de su país.
En enero de 1953 y gracias a la mayoría republicana, obtuvo la presidencia de la Subcomisión Permanente de Investigaciones del Senado, donde se iniciaron las comparecencias de funcionarios de la administración. Aunque no participó en los trabajos del Comité de Actividades Antiestadounidenses, un organismo dependiente de la Cámara de Representantes y cuya actividad se remonta a finales de la década de 1940 y principios de los 50, sí fue su organizador y principal promotor.[cita requerida] Esta «caza de brujas» por motivos ideológicos era contraria a la Constitución de Estados Unidos.

## Macartismo
McCarthy instigó una cruzada anticomunista, titulándose defensor de los auténticos valores estadounidenses. Los elementos más conservadores de la clase política estadounidense, entre ellos el futuro presidente Richard Nixon, lo apoyaron en su labor en el Comité del Senado que presidió.
Por extensión, el término «macartismo» ha sido acuñado para describir específicamente la intensa persecución anticomunista que existió en Norteamérica desde 1950 hasta alrededor de 1956, momento en el que se le empezó a conocer popularmente como Red Scare. Durante este periodo, las personas que eran sospechosas de diferentes grados de lealtad al comunismo se convirtieron en el blanco de investigaciones gubernamentales. Estos procesos fueron conocidos como la «caza de brujas». Gente de los medios de comunicación, del gobierno, militares y funcionarios fueron acusados por McCarthy como sospechosos de espionaje soviético o de ser simpatizantes del comunismo.
Las actividades de McCarthy no llevaron a ninguna condena ni a la apertura de causas penales por espionaje. 
El término «macarthismo» ha sido empleado después como sinónimo de «caza de brujas», para referirse, en general, a cualquier actividad gubernamental dirigida a suprimir puntos de vista políticos o sociales no favorables, a menudo limitando o suspendiendo derechos civiles alegando la necesidad de mantener la seguridad nacional.

## Infancia y juventud

### Primeros años
Joseph Raymond McCarthy fue el quinto hijo de una familia numerosa formada por su padre, Timothy McCarthy (nacido de padre irlandés y madre alemana), su madre, Bridget Tierney (irlandesa de County Tipperary, en la provincia de Munster), y siete niños. Joseph nació en una granja de Grand Chute, Wisconsin, cerca de la ciudad de Appleton. Tuvo que dejar los estudios a los catorce años para ayudar a su familia en el campo. Cuando pudo reanudar las clases en la preparatoria (High School) consiguió, gracias a su natural inteligencia, graduarse en sólo un año, a los 21 años.
Estudió primero ingeniería, sin acabar la carrera (según parece carente de vocación), y posteriormente estudió Derecho en la Universidad Católica (dirigida por los Jesuitas) de Marquette, Milkwakee, hasta terminar la carrera en 1935, y ser admitido el mismo año para poder ejercer la abogacía.
En 1936, trabajando para un bufete de Shawano, (Wisconsin) se presentó por el Partido Demócrata para el puesto de Fiscal de Distrito pero perdió las elecciones. Mejor suerte tuvo en 1939 cuando se presentó para la elección del puesto de juez del 10th District Circuit (juzgado de Segunda Instancia o de Apelación, intermedio entre los Tribunales de Primera Instancia y otras instancias superiores). El puesto no exigía presentarse por partidos políticos, y Joseph McCarthy resultó elegido.
En su puesto encontró un considerable retraso de casos, y se esforzó por solucionar el atasco. En ocasiones hubo protestas contra su manera expeditiva de resolver los casos, pero lo cierto es que el Tribunal Supremo de Wisconsin rebatió relativamente pocos de sus casos.
Según el Premio Pulitzer David M. Oshinsky (A Conspiracy So Immense: The World of Joe McCarthy) el juez McCarthy redondeaba sus ingresos mediante su afición al juego, lo que se explica, al menos en parte, por las difíciles condiciones económicas de la América que pugnaba por salir de la Depresión.

### Servicio militar
En 1942, y pese a que su oficio le convertía en exento del Servicio Militar, McCarthy se alistó como voluntario en el Cuerpo de Marines de los EE. UU. Posteriormente declararía que eligió este cuerpo por considerarlo el destino que mejor podría ayudarle en una carrera política que ya había decidido realizar. Gracias a su posición como juez experimentado, automáticamente obtuvo los galones de oficial —segundo teniente, equivalente a alférez— tras el período de instrucción. Sirvió como oficial de información en un escuadrón de bombarderos en las islas Solomon y Bouganville (Solomon), y se licenció con el grado de capitán.
Se ha demostrado que McCarthy mintió sobre su carrera militar:
- En ocasiones afirmó haberse alistado y comenzado su carrera desde soldado raso, pese a que, como hemos visto, su posición de juez le permitió una promoción automática al ingresar con los marines.

- Presentó un historial de 32 misiones de combate para solicitar la preciada condecoración Distinguished Flying Cross, cuando en realidad sólo llevó a cabo 12. La condecoración, en efecto, le fue concedida en 1952.

- Falsificó una carta de recomendación del almirante Nimitz. En realidad, fue el propio McCarthy quien lo hizo, aprovechando su acceso a todo tipo de documentos oficiales como oficial de inteligencia.

- Una herida de guerra, que a menudo presentaba como uno de sus máximos orgullos, no fue ocasionada en combate, sino en una especie de fiesta de novatadas que se realiza para los marineros que realizan su primera travesía.

## Moción de censura y final
Dado a la bebida, el senador McCarthy no calculó sus fuerzas al tratar de investigar a las fuerzas armadas en 1953. Ese mismo año, en calidad de presidente del Subcomité de Investigaciones del Senado, McCarthy continuó con sus denuncias de la actividad e influencia comunista —que llegaron a afectar al presidente Eisenhower— y en abril de 1954 acusó al secretario (ministro) de Defensa de encubrir actividades de espionaje extranjeras. El presidente republicano Dwight D. Eisenhower decidió actuar en su contra. La conciencia de que esta «caza de brujas» ponía en peligro la esencia de la democracia llevó además a los líderes de su propio partido a permitir que prosperara una moción de censura contra él en 1954.
Ese mismo año, McCarthy perdió el poco prestigio que le quedaba al ser retransmitida por televisión la audiencia del senado contra oficiales del ejército por su presunta actividad comunista. Su estilo demagógico y brutal quedó al descubierto.
Continuó otros dos años en sus tareas de senador, pero sus colegas lo evitaban, y lo sucedido pesó como una losa en su ánimo y en su salud. Sus biógrafos señalan que, tras la reprobación, ya nunca fue el mismo; hospitalizado en el Hospital Naval de Bethesda por problemas de alcoholismo crónico, murió a los 48 años víctima de cirrosis y hepatitis.

## Balance
Algunos autores de derechas, como el politólogo estadounidense James Burnham, revaluaron a la luz de la estadística hasta qué punto fue real la represión que la cultura popular atribuye al periodo del macarthismo, convertido por el cine (El testaferro, Caza de brujas, Buenas noches, y buena suerte) y la literatura en un periodo de supuesta histeria colectiva y de terror medieval, imagen consagrada en El crisol de Arthur Miller con la referencia de las persecuciones de Salem en 1692. Según los datos manejados por Burnham, durante la llamada «caza de brujas» no hubo ni un solo muerto, herido o torturado, ningún ciudadano arrestado arbitrariamente, encarcelado sin juicio, desahuciado, deportado, exiliado o privado de sus derechos procesales. No menciona, sin embargo, al actor Philip Loeb, quien terminó suicidándose por haber sido acusado de comunista y resultar proscrito en la industria fílmica.  Por ello, algunos intelectuales conservadores como Ann Coulter lo han calificado como «el mayor mito orwelliano de nuestro tiempo». Otros, como el español Martín Alonso, lo considera «el mito fundacional de lo políticamente correcto» y ha señalado irónicamente que McCarthy fue «la única víctima real que se cobró el macarthismo». Sin embargo, es destacable que muchas personas sufrieron tragedias personales o decidieron radicarse fuera de EE. UU. como consecuencia de la presión pública o judicial a la que fueron expuestos por las ideas de MCarthy. Charles Chaplin fue uno de ellos; también el impulsor de la bomba atómica Robert Oppenheimer fue expulsado de la comisión atómica por supuestos vínculos con el comunismo, al igual que otras destacadas figuras de Hollywood quienes fueron acosadas para que delataran a miembros del Partido Comunista estadounidense, lográndolo en casos como el de Elia Kazan. Se sentenció a muerte a los esposos Ethel Greenglass Rosenberg y Julius Rosenberg en 1953 a causa de un juicio a raíz del macartismo.